# 澁谷慎一
澁谷 慎一（しぶや しんいち）は、日本の国土交通技官。多摩川流域協議会会長、国土交通大学校副校長などを経て、建設経済研究所特別研究理事。

## 人物・経歴
新潟県新潟市出身。1987年東京工業大学（のちの東京科学大学）工学部土木工学科卒業、建設省入省。同年滋賀県出向。1994年国際協力事業団中華人民共和国国家水害防止総指揮部指揮自動化システムプロジェクト長期専門家。
1996年建設省近畿地方建設局河川部河川計画課長。1999年建設省河川局治水課課長補佐。2001年奈良県土木部河川課長。2003年国土交通省港湾局環境・技術課課長補佐。2004年国土交通省関東地方整備局河川部広域水管理官。
2008年から国土交通省関東地方整備局八ッ場ダム工事事務所長、八ッ場ダム建設工事安全協議会会長を務め、2009年には群馬県議会産経土木常任委員会に招致され、民主党政権下において、自由民主党の笹川博義群馬県議会議員や萩原渉群馬県議会議員らから中止の是非を巡って追及を受けた。
2010年国土交通省河川局治水課技術調整官。2011年国土交通省河川局治水課流域治水室長。2011年国土交通省水管理・国土保全局治水課流域治水室長。2012年水源地環境センターダム水源地環境技術研究所研究第二部主任研究員。2014年国土交通省中部地方整備局木曽川下流河川事務所長。
2016年水資源機構ダム事業本部ダム事業部次長。2017年国土交通省中国地方整備局建政部長。2018年国土交通省関東地方整備局京浜河川事務所長、多摩川流域協議会会長。2020年国土交通大学校副校長。2021年国土交通省大臣官房付、即日辞職。2022年建設経済研究所特別研究理事。